# Belgium folyói
Belgium legfontosabb folyói a Meuse, a Rajna, a Schelde, a Szajna és az Yser. Az összes folyó az Északi-tengerbe torkollik, Momignies (Macquenoise) kivételével, ahol a vízfolyások a francia Oise folyóba torkollanak, amelyik a La Manche csatornába ömlik.
Az alábbi lista a fent említett folyókat tartalmazza, amelyek a tengerbe ömlenek. Alattuk található a mellékfolyók felsorolása. A dőlt betűvel megadott folyók nem keresztezik Belgium területét, de egyes mellékfolyóik igen. Legalul található a belga folyók felsorolása ábécé-sorrendben.
A legtöbb folyónak elérő megnevezése van francia és holland (flamand) nyelven. Mivel a legtöbb folyó a francia közösség területéről folyik flamand területre, ezért általában a francia név van elöl. Ahol létezik, a német név is szerepel.
Zárójelben szerepel annak a városnak a neve, ahol két folyó találkozik.

## Meuse
- Grevelingen, Krammer, Volkerak (holland mellékágak)
  - Dintel (Dintelsas, Hollandia) 
    - Mark (a holland Oudenbosch közelében)
      - Aa vagy Weerijs (a holland Breda mellett)
- Meuse (Meuse/ Maas hollandul) (a fő ág Stellendam közelében) 
  - Dieze (a holland ’s-Hertogenbosch mellett)
    - Dommel (’s-Hertogenbosch mellett)

  - Roer (Rur a német nyelvterületen) (Roermond, Hollandia)
    - Inde (Jülich, Németország)

  - Gueule/Geul (Göhl a német nyelvterületen) (a hollandiai Meerssen közelében)
  - Geer/Jeker (a holland Maastricht közelében)
  - Fouron/Voer (a holland Eijsdenközelében)
  - Berwinne/Berwijn (Visé mellett)
  - Ourthe (Liège városában)
    - Vesdre (Weser a német nyelvterületen)  (Liège közelében)
      - Hoëgne (Pepinster mellett)
      - Gileppe (Limbourgban)

    - Amblève (Amel a német nyelvterületen) (Comblain-au-Pontnál)
      - Salm (Trois-Ponts-nál)
      - Eau Rouge (Stavelot közelében)
      - Warche (Malmedy közelében)

  - Hoyoux (Huy)
  - Mehaigne (Huy)
  - Sambre (Samber hollandul, bár nem folyik keresztül flamand területen) (Namur)
  - Bocq (Yvoir)
  - Molignée (Anhée)
  - Lesse (Dinant-Anseremme)
  - Viroin (Vireux-Molhain, Franciaország)
  - Semois (Semoy Franciaországban) (Monthermé, Franciaország)
    - Rulles(Tintigny közelében)
      - Mellier (Marbehan közelében)
      - Mandebras (Rulles közelében)

  - Chiers (Bazeilles, Franciaország)

## Rajna
- Rajna (a főfolyás Hoek van Holland, Hollandia közelében) 
  - Moselle (Koblenz, Németország)
    - Sûre (Wasserbillig, Luxemburg)
      - Our (Wallendorf, Németország)
      - Alzette (Ettelbrück, Luxemburg)
        - Attert (Colmar-Berg, Luxembourg)

## Schelde
- Schelde (francia neve Escaut, (a hollandiai Vlissingen közelében) 
  - Rupel (Rupelmonde)
    - Nete (Rumst)
      - Kleine Nete (Lier)
        - Aa (Grobbendonk)
        - Wamp (Kasterlee)

      - Grote Nete (Lier)
        - Wimp (Herenthout)
        - Molse Nete (Geel)
        - Laak (Westerlo)

    - Dijle/Dyle (Rumst)
      - Senne/Zenne (Mechelen)
        - Maalbeek (Grimbergen)
        - Woluwe (Vilvoorde)
          - Kleine Maalbeek (Kraainem)

        - Maelbeek/Maalbeek (Schaerbeek)
        - Molenbeek (Brüsszel-Laken)
        - Neerpedebeek (Anderlecht-Neerpede)
        - Zuun (Sint-Pieters-Leeuw-Zuun)
        - Geleytsbeek (Drogenbos)
        - Linkebeek (Drogenbos)
        - Molenbeek (Lot)
        - Senette (Tubize)
          - Hain (Tubize)
          - Samme (Braine-le-Comte-Ronquières)
            - Thines (Nivelles)

      - Demer (Rotselaar közelében)
        - Velp (Halen)
        - Gete (Halen)
          - Grote Gete (Zoutleeuw)
          - Kleine Gete (Zoutleeuw)

        - Herk (Herk-de-Stad)

      - Voer (Leuven)
      - IJse (Huldenberg-Neerijse)
      - Nethen (Grez-Doiceau-Nethen)
      - Laan (Huldenberg-Terlanen-Sint-Agatha-Rode)
        - Zilverbeek (Rixensart-Genval)

      - Thyle (Ottignies-Louvain-la-Neuve)
        - Orne (Court-Saint-Etienne)
          - Houssière (Mont-Saint-Guibert)

  - Durme (Temse közelében)
  - Dender/Dendre (Dendermonde)
    - Marcq/Mark (Lessines)
    - Ruisseau d'Ancre (Lessines)
    - Zulle (Ath)
    - Oostelijke Dender (Ath)
    - Westelijke Dender (Ath)

  - Lys/Leie (Gent)
    - Mandel (Wielsbeke)
    - Gaverbeek (Kortrijk)
    - Douve (Comines-Warneton)

  - Zwalm (Zwalm)
  - Rone (Kluisbergen)
    - Rhosne (Ronse)

  - Haine (Hene hollandul, de nem folyik keresztül flamand területen) (Condé-sur-l'Escaut, France)
    - Hogneau (Condé-sur-l'Escaut)
      - Honelle (Quiévrain)
        - Aunelle (..)
        - Grande Honelle (..)
        - Petite Honelle (..)

    - Trouille (Mons)
    - Obrecheuil (Mons közelében)

## Szajna
- Szajna (a La Manche-csatornába ömlik Le Havre és Honfleur között található torkolatvidékén)
  - Oise (Párizs, Franciaország)

## Yser
- Yser (IJzer Belgiumban, Yser Franciaországban-franciául) (Nieuwpoort mellett)
  - Ieperlee (Diksmuide mellett)

## Betűrendben
Aa or Weerijs, Aa (Nete), Amel/Amblève, Attert, Aunelle, Berwinne/Berwijn, Bocq, Chiers, Demer, Dender/Dendre, Dijle/Dyle, Dommel, Douve, Durme, Eau Rouge, Fouron/Voer, Gaverbeek, Geleytsbeek, Gete, Göhl/Gueule/Geul, Gileppe, Grande Honelle, Grote Gete, Grote Nete, Hain, Haine, Herk, Hoëgne, Hogneau, Honelle, Houssière, Hoyoux, Ieperlee, IJse, Inde, Jeker/Geer, Kleine Gete, Kleine Nete, Laak, Laan, Lys/Leie, Lesse, Linkebeek, Maelbeek/Maalbeek, Mandel, Mark (Dender), Mark (Dintel), Mehaigne, Meuse (Meuse/Maas), Molenbeek, Molignée, Molse Nete, Neerpedebeek, Nete, Nethen, Obrecheuil, Oise, Oostelijke Dender, Orne (Thyle), Our, Ourthe, Petite Honelle, Rhosne, Rone, Ruisseau d'Ancre, Rupel, Rur/Roer, Salm, Sambre, Samme, Sûre, Schelde (Escaut), Schijn, Semois, Senette, Thines, Thyle, Trouille, Velp, Vesdre, Viroin, Wamp, Warche, Westelijke Dender, Wimp, Woluwe, Yser/IJzer, Zenne/Senne, Zilverbeek, Zulle, Zuun, Zwalm